# АЛП Робік
АЛП «Робік» (рос. АЛУ «Робик») — персональний комп'ютер, розроблений у НВО "Ротор" (Черкаси) дизайнером-інженером П. Г. Хакало у 1989. Серійне виробництво тривало з липня 1989 до січня 1998.

## Технічні характеристики
Комп'ютер є клоном комп'ютера ZX Spectrum 48K, але лише частково сумісний з оригіналом.
Апаратне забезпечення побудовано на основі Z80A-подібних процесорів.
Оперативна пам'ять розміром 64 кілобайт (ОЗУ: 48 кілобайт; ПЗП: 16 кілобайт). Комп'ютерна студія "VG"(Черкаси) розробила схему для розширення ОЗУ до 128 кілобайт, а користувачами було розроблено додаткові схеми для розширення від 256 кілобайт до 4 мегабайт.
Розмір відеопам'яті становить 8 кілобайт.
Як пристрій для зберігання даних використовувався побутовий касетний магнітофон.
Робік має не від'єднуваний зовнішній блок живлення, масою 0,5 кг.

### Аудіо
Звук виводився у форматі моно з допомогою динаміка розміщеного у правій верхній частині клавіатури.

### Відео
Роздільна здатність відеоконтролера становить 256×192 точок (або 32×24 символи у текстовому режимі). Відеоконтролер підтримує 8 кольорів (з глибиною кольору 2-біт).
Для використання телевізора як монітора потрібно внести доопрацювання; інструкцію та схему доопрацювань вміщено у посібник з експлуатації комп'ютера (Додаток 4).
При запуску на моніторі виводився напис (C) "SELTO-ROTOR" Computer V03 (або (C) "SELTO-ROTOR" Computer V02, в залежності від версії прошивки).
Раніші корпуси клавіатури виготовлялися заводом СЕЛТО-Комплект, а пізніші — НВО "Ротор" (на нижній частині корпусу розміщено логотип виробника). Існувало два пакування: на одному було зазначено російською: Устройство арифметико-логическое "Робик", а на іншому — російською: Бытовой компьютер "Робик".

### Клавіатура

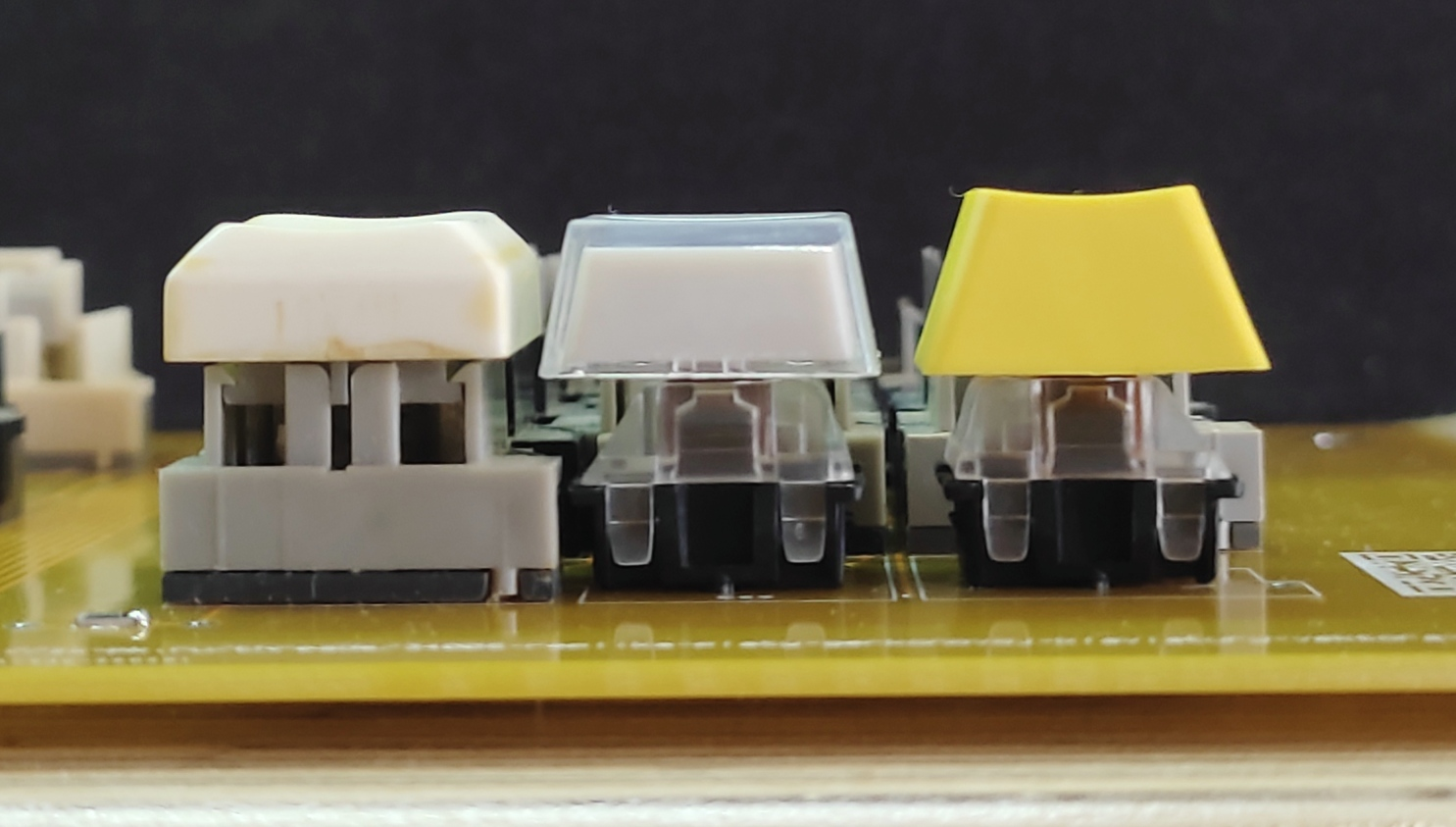
Перемикач ПКМ 1Б (ліворуч) поруч з двома перемикачами Cherry MX

Клавіатура має 59 клавіш:
- 55 клавіш в основному блоці:
  - латинська та російські розкладки (QWERTY/ЙЦУКЕН), і більшість клавіш має додаткові функції відповідно до клавіатури ZX Spectrum[cs] (назви або скорочення функцій нанесено на нижній боковій стороні клавіш);
  - клавіші , (кома) та . (крапка);
  - клавіші ↵ Enter, EDIT, DEL;
  - клавіші RES (англ. reset, досл. «перезавантаження», 2 штуки);
  - клавіші ⇧ Shift (2 штуки, з функціями "CAPS" та "SYMB"; або 3 штуки, де замість клавіші MF встановлено ⇧ Shift з функцією "CAPS C", а замість клавіші ⇧ Shift з функцією "CAPS" втановлено ⇧ Shift з функцією "CAPS L");
  - клавіша MF — англ. multifunction, досл. «багатофункціональна» (резервна) клавіша;
  - клавіша ⌖ (перша зліва у нижньому ряду) — англ. fire, досл. «постріл» у відеоіграх;
  - клавіша Space («пробіл»);
  - клавіші C та L (функціональні клавіші "CAPS C" та "CAPS L" відповідно).
- 4 клавіші в окремому блоці (праворуч від основного блоку) — стрілки управління (разом з клавішею «постріл» виконують функцію псевдоджойстика у відеоіграх).

Випускалося кілька варіантів клавіатури, що відрізнялися маркуванням клавіш. Написи на клавішах перших версій нанесено пірографічним методом з використанням лазера (літери у вигляді контурів), за що працівники отримали премію. В останніх версіях написи наносилися трафаретним друком (літери з суцільним заповненням кольором).

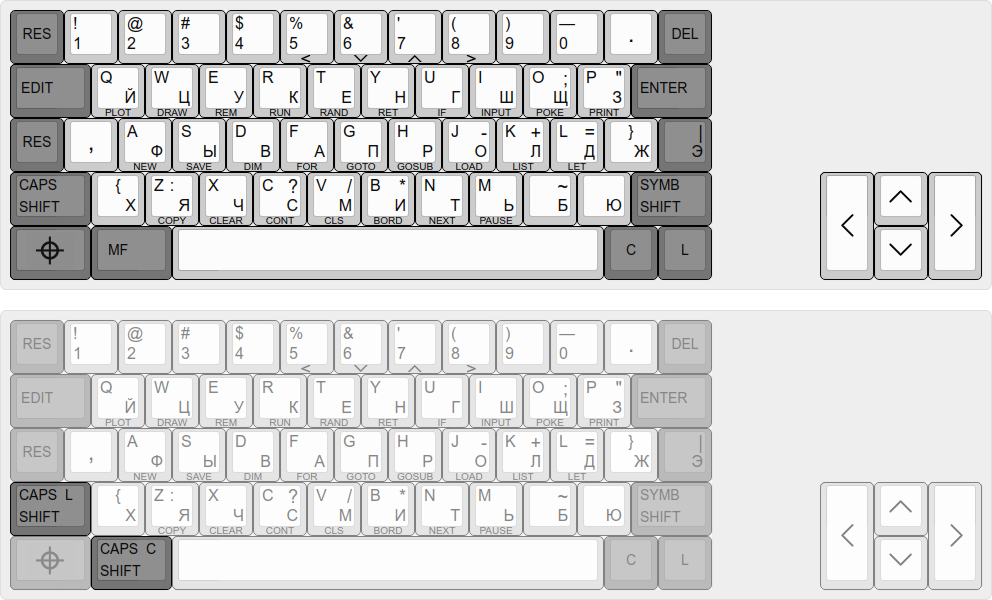
Схеми варіантів розкладки клавіатури

Для механізму клавіш спочатку використовувалися перемикачі ПКМ 1Б з герконовим реле виробництва заводу Магніт (Канів), але через те що оригінальне виробництво було припинено ще за під час виробництва АЛУ "Робік", НВО "Ротор" освоїло та запустило власне виробництво ПКМ 1Б.

### Периферія
Робік має 4 порти (по два стандарту DIN-7 та DIN-5 відповідно) на задній панелі для під'єднання периферійних пристроїв:
1. ВИДЕО (для під'єднання чорнобілих MDA/Hercules або кольорових EGA моніторів)
2. JS-K (для джойстиків Kempston[en])
3. RGB (для під'єднання телевізора; знизу корпусу є отвори для доступу до регуляторів кожного з кольорових каналів: R, G та B, а також отвір доступу до перемикача інвертування кольорів)[17]
4. ◯_◯ (для під'єднання магнітофона як зовнішнього пристрою зчитування та запису інформації)

На платі усередині корпусу розміщено 64-контактний порт для під'єднання програматора.
З 1992, для АЛУ "Робік" серійно вироблялися зовнішні дисководи, музичні приставки, а також було розроблено принтер.

## Програмне забезпечення
АЛП "Робік" постачався із вбудованим інтерпретатором мови BASIC. Додатково на касеті постачалися 7 програм:
1. "BASICTEST" (програма для тестування роботи комп'ютера)
2. "DEVPAC" (асемблер/дизасемблер/налагоджувач)
3. "RED" (текстовий редактор)
4. "KRACOUT" (відеогра)
5. "ART-STUDIO" (графічний редактор)
6. "IS CHESS-48" (відеогра шахи)
7. "BAT"

## Збережені екземпляри
Кілька екземплярів зберігаються у музеях (в тому числі, віртуальних) та у приватних колекціях:
- Музей програмного забезпечення та комп'ютерів (англ. Software and Computer Museum), Київ - Харків (Україна)[3][20][21][22].
- Музей комп'ютерних технологій ЛНУ імені Івана Франка, Львів (Україна)[23].
- Музей ретрокомп'ютерів, Маріуполь (Україна)[24]. Музей зруйновано у березні 2022, унаслідок російських обстрілів під час Битви за Маріуполь[25][26]. Сайт продовжує працювати у режимі віртуального музею.
- Комп'ютерний музей Усть-Каменогорська (Казахстан)[11].
- Peek & Poke Computer Museum, Рієка (Хорватія)[27].
- Le musée de l'informatique Silicium, Корнбарр'є (Франція)[28].
- Kompjutry.cz, подорожуюча музейна експозиція (Чехія)[29].
- The Home Computer Museum, Обергаузен (Німеччина)[30].
- The Number Crunchers Homecomputer Museum (Німеччина)[31].
- The Freeman PC Museum, Лонг-Біч (Каліфорнія, США)[32].
- Rhode Island Computer Museum, Ворік (Род-Айленд, США)[33].
- Arcade Vintage Museum (ісп. Museo del Videojuego Arcade Vintage), Ібі (Іспанія)[34].
- Reale-Rydell Computer Museum, віртуальний музей[35].
- Hal's friends Computer Museum, віртуальний музей (Італія)[36].
- Osmibitóve muzeum, віртуальний музей (Чехія)[37].
- The Clueless Engineer, влог (Австралія)[38].
- [уточнити]Personal Computer Museum[en], Брантфорд (Онтаріо, Канада)[39]. Музей було закрито у 2018, а колекцію передано у відділення Університету Торонто у Міссісозі[en] у 2020.

У 2017, "ЛандауЦентр" Харківського Національного Університету ім. Каразіна організував виставку присвячену комп'ютерам 1980-х. У експозиції виставки був представлений зокрема і АЛП "Робік" з колекції харківського відділення Музею програмного забезпечення та комп'ютерів.
Після завершення виробництва, екземпляри АЛП "Робик" і плати та деталі до них продаються через онлайн-аукціони й інші інтернет сайти з продажу товарів. На фото розміщених в оголошеннях можна побачити різні версії як клавіатури, так і плат.

## Цікаві факти
22 травня 1993, у розділі "Пропонують" друкованого додатку «Ярмарка» газети «Криворізькі Відомості» було опубліковано рекламне оголошення наступного змісту:
[Пропоную] програми для комп'ютерів «Робік», «Майстер» та ін. (Спектрум)— Ярмарка (Спеціальний випуск). (PDF) — 20(76)/9 — Криворізькі Відомісті, 22 травня 1993. — С.1

##### Відео
- The Clueless Engineer. Робик (Robik) на YouTube (плейлист)(англ.)
- Bazza H. The Robik 48k ZX Spectrum clone. A lovely gift from The Ukraine на YouTube (відео)(англ.)